# Zentralinstitut für sozialistische Wirtschaftsführung

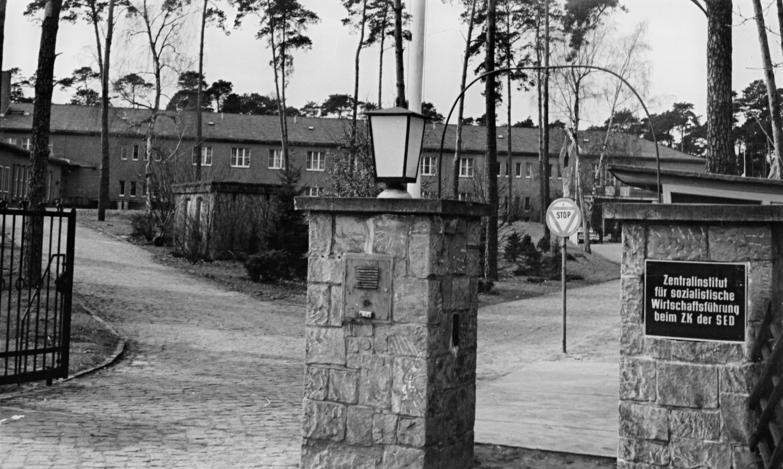
Zentralinstitut für sozialistische Wirtschaftsführung

Das Zentralinstitut für sozialistische Wirtschaftsführung beim ZK der SED (ZISW) wurde im November 1965 in Berlin-Rahnsdorf gegründet. Direktor dieser DDR-Institution war Helmut Koziolek (1965–1990), seine Stellvertreter Gerd Friedrich und Willi Kunz.

## Aufgaben
Aufgaben des Instituts waren
- Beratung der politischen Führungsgremien Politbüro, Sekretariat des ZK der SED und Ministerrat der DDR bei der Vorbereitung grundsätzlicher wirtschaftspolitischer Entscheidungen.
- Koordinierung der Grundlagen der Lehr- und Forschungsarbeit auf dem Gebiet der sozialistischen Wirtschaftsführung entsprechend den Beschlüssen des ZK der SED.
- Weiterbildung von zentralen Führungskadern Ministern, Staatssekretäre, Generaldirektoren der VVB, Vorsitzenden und stellvertretenden Vorsitzenden von Bezirkswirtschaftsräten, Werkdirektoren, besonders aus dem Bereich Bau- und Verkehrswesen, Binnenhandel und Außenwirtschaft in Grundlehrgängen von ca. vier Wochen Dauer.
- Organisation von Halbjahreskursen für Nachwuchsführungskräfte.
- Durchführung von Informationsseminaren von zwei- bis zehntägiger Dauer für jeweils 40 bis 60 mittlere Führungskräfte. Diese Führungsseminare fanden sechs- bis achtmal im Jahr statt. Sie sind als Rahnsdorfer Gespräche bekannt geworden. Die Teilnahme an diesen Lehrgängen erfolgte entsprechend einer Delegierungsordnung  und einer Nomenklatur. Im März 1968 fanden die 9. Rahnsdorfer Gespräche zum Thema Kybernetik und Operationsforschung unter der Leitung von Professorin Hannelore Fischer statt[1]. Bereits ein Jahr zuvor leitete sie das 5. Rahnsdorfer Gespräch zur sozialistischen Führung, das sogar im Neuen Deutschland angekündigt wurde[2].
- Aufbau eigener Forschungsschwerpunkte in Forschungsabteilungen. Dabei wurde eng mit anderen Institutionen der SED und des Staatsapparates zusammengearbeitet, insbesondere der Parteihochschule Karl Marx und der Akademie für Gesellschaftswissenschaften beim ZK der SED.
- Im Ausbildungssektor Zusammenarbeit mit den Industrieministerien sowie den regionalen Universitäten und Hochschulen und deren Instituten.

Das Zentralinstitut für sozialistische Wirtschaftsführung beim ZK der SED war Leitstelle für die Führungswissenschaft. Die SED promovierte und habilitierte eigene Führungskader. Das Zentralinstitut sollte Führungskader der SED und der VVB fortbilden. In den 1960er Jahren sollte sie die neue Führungskultur der Reform–Ära der DDR (siehe Neues Ökonomisches System der Planung und Leitung) verbreiten und dazu auch neue Methoden, wie die Operationsforschung, lehren.

## Organisationsstruktur
Am Zentralinstitut für sozialistische Wirtschaftsführung beim ZK der SED wurden nach und nach Lehrstühle und Abteilungen eingerichtet:
- Operationsforschung, geleitet von Hannelore Fischer
- Elektronische Datenverarbeitung
- Wirtschaftsrecht
- Prognostik
- Planung

Das Zentralinstitut für sozialistische Wirtschaftsführung beim ZK der SED hatte Promotionsrecht und gab eine eigene Schriftenreihe heraus.

## Mitarbeiter (Auswahl)
- Rainer Schwarz, Molekularphysiker
- Uwe-Jens Heuer, Wirtschaftsjurist
- Manfred Puschmann, Soziologe
- Hannelore Fischer
- Hermann Ley
- Helmut Wunderlich, Wirtschaftspolitiker
- Karl Bettin, Wirtschaftswissenschaftler, Minister für Leichtindustrie

## Geschichte
Das Institut überlebte in Form eines Bildungszentrums der Treuhandanstalt und wurde privatisiert als Akademie für Internationale Wirtschaft.